# La Barandilla
La Barandilla és un conjunt arquitectònic de Calella de Palafrugell (Baix Empordà), catalogat com a bé cultural d'interès local.

## Descripció
Grup de cinc cases unifamiliars d'estiueig entre mitgeres. Els núm. 12 i 14 tenen planta i pis, els núm. 16, 18 i 20, eren de planta baixa l'any 1980, però a l'any 2007 només el núm. 16 es manté amb una sola planta. Els núms18 i 20 han construït una remunta de dues plantes. Les úniques cases que no han patit reformes són la núm. 14 i la núm. 16. El conjunt, davant de mar, es troba enlairat sobre una placeta balconada. Fou construït aprofitant el fort pendent del carrer, a sobre d'una socolada amb mur de contenció de pedra i morter.
Les reformes i ampliacions han fet perdre part dels valors del conjunt.